# NGC 5178
NGC 5178 es una galaxia espiral (S0-a) ubicado en la dirección de la constelación de Virgo. Tiene una declinación de +11 ° 37 30 "y un aumento de 13 recto horas, 29 minutos y 29,3 segundos. 
La galaxia NGC 5178 fue descubierto el 11 de mayo de 1883 por Ernst Wilhelm Leberecht Tempel.